# مارك ويد
مارك ويد (بالإنجليزية: Mark Waid)‏ هو كاتب قصص مصورة أمريكي، فاز بجائزة إيسنر. معروف بعمله على عدة عناوين دي سي كومكس مثل البرق، كما عمل على كابتن أمريكا لمارفل كومكس، وعمل أيضا على ديردفيل.

## روابط خارجية
- مارك ويد على موقع IMDb (الإنجليزية)
- مارك ويد على موقع الموسوعة البريطانية (الإنجليزية)
- مارك ويد على موقع قاعدة بيانات الفيلم (الإنجليزية)